# Pygoscelis
Genre
Pygoscelis est un genre de manchots de la famille des Spheniscidae comprenant trois espèces existantes.

## Liste des espèces
D'après la classification de référence (version 2.2, 2009) du Congrès ornithologique international (ordre phylogénique) :
le genre Pygoscelis compte 3 espèces:
| Espèce                                                          | Photo               | Portrait            | Répartition | Population                       |
| Pygoscelis papua (Forster, 1781) Manchot papou                  | Manchot papou       | Manchot papou       | Toute la côte Antarctique et les îles de l'océan antarctique, surtout les îles Malouines et la Géorgie du Sud. | Environ 300 000 couples.         |
| Pygoscelis adeliae (Hombron & Jacquinot, 1841) Manchot d'Adélie | Manchot d'Adélie    | Manchot d'Adélie    | Toute la côte Antarctique, Shetland du Sud, Orcades du Sud, Sandwich du Sud, Bouvet, Pierre 1er et Balleny.    | Entre 2 et 3 millions de couples |
| Pygoscelis antarcticus (Forster, 1781) Manchot à jugulaire      | Manchot à jugulaire | Manchot à jugulaire | Shetland du Sud, Orcades du Sud, Sandwich du Sud, Bouvet, Balleny.                                             | Environ 7 millions de couples.   |

Espèces éteintes à la fin du pliocène
- Pygoscelis grandis,
- Pygoscelis calderensis
- Pygoscelis tyreei